# Sebastian Kehl
Sebastian Kehl est un footballeur international allemand né le 13 février 1980 à Fulda en Allemagne. Il évoluait au poste de milieu défensif ou de défenseur central (1,88 m - 80 kg). Il travaille en tant que responsable des joueurs sous contrat du Borussia Dortmund. 
Il fut l'un des joueurs emblématiques du Borussia Dortmund, club pour lequel il joua entre 2002 et 2015 et dont il a été le capitaine de 2008 à 2014. Il a remporté 3 titres de Champion d'Allemagne et 1 Coupe d'Allemagne et a été finaliste de la Ligue des champions en 2013 et de la Coupe UEFA en 2002. International allemand depuis 2001, il a été aussi finaliste de la Coupe du monde de football 2002. Il est gaucher.

## Biographie[1]

### Débuts à Hanovre
Né à Fulda dans la Hesse, Sebastian Kehl fait ses débuts dans le club de Lahrbach SV qu'entraîne son père, Dieter . Il quitte ensuite Lahrbach SV pour le Borussia Fulda,. En 1997, il rejoint le club de Hanovre 96 relégué en 3. Liga. Le club est promu en fin de saison en 2. Liga et en juillet 1998, il signe son premier contrat professionnel avec le club. 
Après deux saisons à Hanovre 96, il rejoint le Freiburg SC qui évolue en première division allemande en 2000.

### Sa carrière à Dortmund

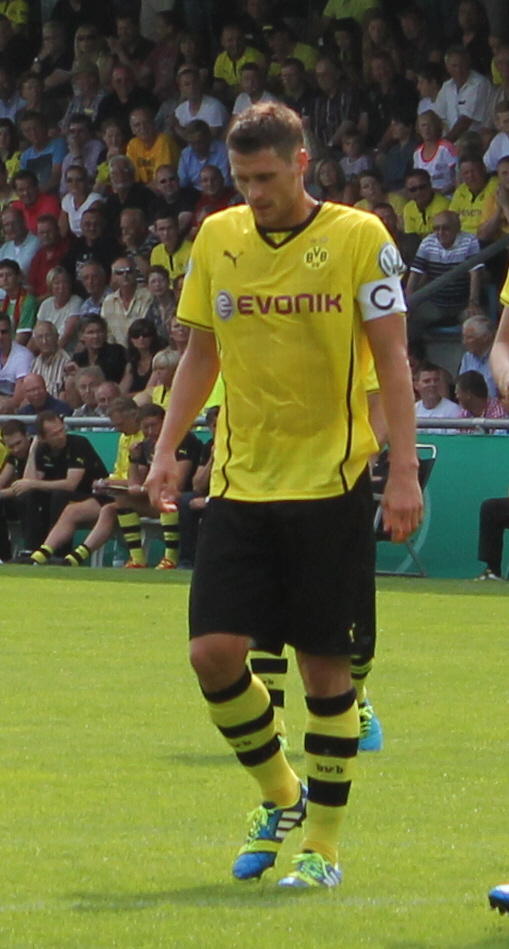
Sebastian Kehl sous les couleurs du Borussia Dortmund.

En janvier 2002, Sebastian Kehl quitte en milieu de saison un Fribourg qui se bat pour la relégation et rejoint le Borussia Dortmund. Ce changement de club est payant: puisque Borussia Dortmund remporte le championnat d'Allemagne à la fin de la saison et se retrouve en finale de la Coupe UEFA contre le Feyenoord Rotterdam. Une Coupe UEFA que Kehl ne peut disputer sous les couleurs de Dortmund puisqu'il y a participé sous les couleurs de Freiburg SC
En 2003, le club termine à la troisième place du championnat mais la saison suivante va se révéler catastrophique. En 2003-2004, le Borussia Dortmund connaît une faillite financière: les investissements ne sont pas remboursés et la non-qualification pour la Ligue des champions provoque la perte d'un bénéfice de 15 millions d'euros. Dans le même temps, de nombreux joueurs-clés se blessent: Márcio Amoroso, Christoph Metzelder, Torsten Frings et notamment Sebastian Kehl qui réussit à disputer 23 matchs malgré deux blessures. Lors de la saison, Kehl est aussi suspendu six semaines après avoir bousculé un arbitre lors d'un match de championnat . 
Les saisons suivantes voient le club s'enfoncer dans la crise. Certains joueurs comme Jan Koller, Tomáš Rosický ou Evanílson quittent le club. Ceux comme Kehl, qui restent acceptent de réduire leur salaire de 20%. Les résultats du club chutent et le club stagne entre la cinquième et la septième place du championnat de 2004 à 2010. Sur le plan personnel, depuis 2006 et une blessure contractée au genou gauche lors de la première journée de championnat, Sebastian Kehl connaît de multiples blessures, qui l'obligent à rester de long mois sans jouer. Entre 2006 et 2009, il manque près de 45 matchs de championnat sur blessure. 

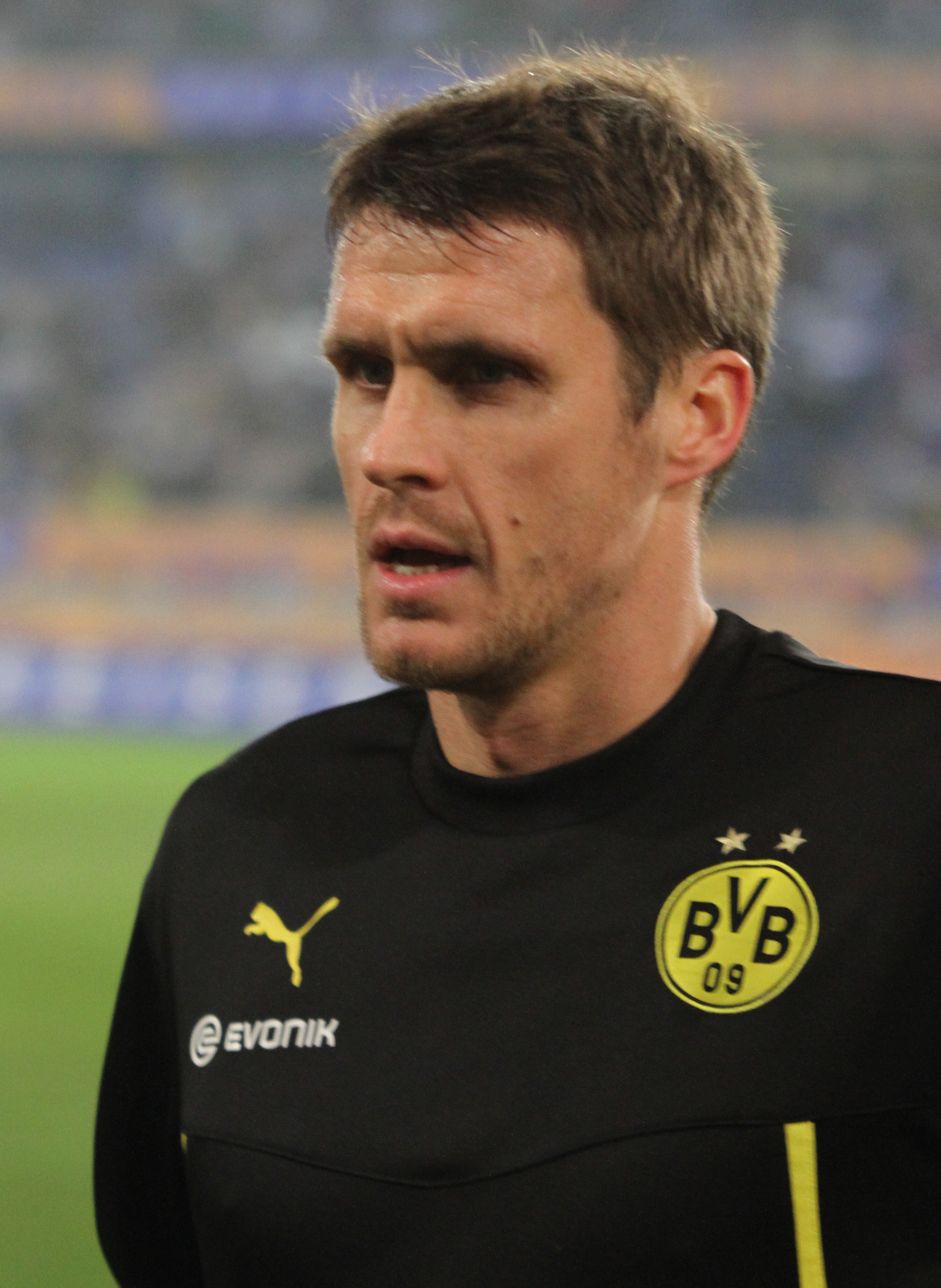
Kehl à l'échauffement avec le Borussia Dortmund.

En 2008, il est nommé capitaine de l'équipe par le nouvel entraîneur Jürgen Klopp, remplaçant Christian Wörns. L'arrivée de Jürgen Klopp va permettre au Borussia Dortmund de retourner au premier plan. En 2011, le club remporte le Championnat d'Allemagne de football. Avec Dedê et Florian Kringe, Sebastian Kehl est le seul joueur à avoir fait partie de l'équipe qui a remporté le précédent titre, neuf ans plus tôt. En 2012, le club fait un doublé en remportant à la fois le Championnat et la Coupe. La saison suivante, le club réussit à atteindre la finale de la Ligue des champions qu'elle perd face au Bayern Munich, 2 à 1. Sebastian Kehl, blessé ne dispute cependant pas la finale. 
Au début de la saison 2014-2015, Sebastian Kehl renonce à être capitaine du club  et annonce son intention de prendre sa retraite de footballeur professionnel à l'issue de la saison. Le brassard de capitaine est confié au défenseur Mats Hummels

## Carrière Internationale
Sebastian Kehl a fait partie des sélections de jeunes de l'Allemagne. En 1998, aux côtés de futurs internationaux comme Sebastian Deisler, Fabian Ernst ou Timo Hildebrand, il échoue en finale du Championnat d'Europe des moins de 18 ans contre Irlande. Il connaît sa première cape internationale avec l'équipe d'Allemagne lors d'un match amical contre la Slovaquie le 29 mai 2001. Il marque son premier but international lors de son second match contre la Hongrie. Retenu pour la Coupe du monde 2002, il ne dispute que 2 matchs lors du tournoi qui voit l'Allemagne échouer en finale contre le Brésil, 2 à 0. Retenu pour le Championnat d'Europe de football 2004, il ne dispute aucune minute du tournoi. 
Après l'Euro 2004, il n'entre pas dans les plans du nouveau sélectionneur Jürgen Klinsmann et n'est pas sélectionné pendant près de deux ans. Il est néanmoins retenu dans le squad appelé à disputer la Coupe du monde 2006. À la suite de la suspension de Torsten Frings, il est titularisé lors de la demi-finale perdue 2-0 contre l'Italie puis lors du match pour la troisième place remporté contre le Portugal 3 à 1. 
Ce sera sa dernière sélection avec la Mannschaft. Souvent blessé et n'entrant pas dans les plans du nouveau sélectionneur Joachim Löw, il n'est plus rappelé. 

## Palmarès
En club
- Borussia Dortmund :
  - Vainqueur du Championnat d'Allemagne en 2002, 2011 et 2012.
  - Vainqueur de la Coupe d'Allemagne en 2012
  - Vainqueur de la Supercoupe d'Allemagne en 2013 et 2014.
  - Finaliste de la Coupe UEFA en 2002.
  - Finaliste de la Coupe d'Allemagne en 2008, 2014 et 2015.
  - Finaliste de la Coupe de la Ligue d'Allemagne en 2003.
  - Finaliste de la Ligue des champions En 2013.

En équipe nationale
- Finaliste de la Coupe du monde 2002
- Troisième de la Coupe du monde 2006

## Statistiques[15]
|         |                   |           |              | Championnat | Championnat | Championnat | Coupe Nationale | Coupe Nationale | Coupe Nationale | Coupes d’Europe | Coupes d’Europe | Coupes d’Europe | Équipe d'Allemagne | Équipe d'Allemagne |
| Saison  | Club              | Pays      | Division     | Matchs      | Buts        | Assists     | Matchs          | Buts            | Assists         | Matchs          | Buts            | Assists         | Matchs             | Buts               |
| ------- | ----------------- | --------- | ------------ | ----------- | ----------- | ----------- | --------------- | --------------- | --------------- | --------------- | --------------- | --------------- | ------------------ | ------------------ |
| 1998-99 | Hanovre 96        | Allemagne | 2.Bundesliga | 8           | 1           | 0           | 1               | 0               | 0               | -               | -               | -               | -                  | -                  |
| 1999-00 | Hanovre 96        | Allemagne | 2.Bundesliga | 24          | 1           | 0           | 2               | 0               | 0               | -               | -               | -               | -                  | -                  |
| 2000-01 | SC Fribourg       | Allemagne | 1.Bundesliga | 25          | 2           | 8           | 2               | 2               | 2               | -               | -               | -               | 3                  | 1                  |
| 2001-02 | Fribourg/Dortmund | Allemagne | 1.Bundesliga | 15+15       | 2+1         | 1+0         | 2               | 0               | 0               | 0+5             | 0+2             | 0+1             | 11                 | 1                  |
| 2002-03 | Borussia Dortmund | Allemagne | 1.Bundesliga | 28          | 0           | 0           | 2               | 0               | 0               | 12              | 0               | 1               | 7                  | 1                  |
| 2003-04 | Borussia Dortmund | Allemagne | 1.Bundesliga | 23          | 1           | 4           | 1               | 0               | 0               | 1+4             | 0+0             | 0+0             | 3                  | 0                  |
| 2004-05 | Borussia Dortmund | Allemagne | 1.Bundesliga | 32          | 4           | 1           | 3               | 0               | 0               | -               | -               | -               | -                  | -                  |
| 2005-06 | Borussia Dortmund | Allemagne | 1.Bundesliga | 29          | 1           | 1           | 1               | 0               | 0               | -               | -               | -               | 7                  | 0                  |
| 2006-07 | Borussia Dortmund | Allemagne | 1.Bundesliga | 6           | 0           | 0           | 0               | 0               | 0               | -               | -               | -               | -                  | -                  |
| 2007-08 | Borussia Dortmund | Allemagne | 1.Bundesliga | 14          | 3           | 0           | 5               | 0               | 4               | -               | -               | -               | -                  | -                  |
| 2008-09 | Borussia Dortmund | Allemagne | 1.Bundesliga | 28          | 5           | 3           | 2               | 0               | 0               | 2               | 0               | 0               | -                  | -                  |
| 2009-10 | Borussia Dortmund | Allemagne | 1.Bundesliga | 6           | 1           | 0           | 0               | 0               | 0               | -               | -               | -               | -                  | -                  |
| 2010-11 | Borussia Dortmund | Allemagne | 1.Bundesliga | 6           | 0           | 1           | 1               | 0               | 0               | 2               | 0               | 1               | -                  | -                  |
| 2011-12 | Borussia Dortmund | Allemagne | 1.Bundesliga | 27          | 3           | 3           | 6               | 0               | 0               | 5               | 0               | 1               | -                  | -                  |
| 2012-13 | Borussia Dortmund | Allemagne | 1.Bundesliga | 22          | 0           | 2           | 3               | 0               | 0               | 9               | 0               | 1               | -                  | -                  |
| 2013-14 | Borussia Dortmund | Allemagne | 1.Bundesliga | 17          | 1           | 1           | 4               | 0               | 1               | 5               | 1               | 0               | -                  | -                  |
| 2014-15 | Borussia Dortmund | Allemagne | 1.Bundesliga | 7           | 0           | 0           | 2               | 0               | 0               | 4               | 0               | 1               | -                  | -                  |
| 17      |                   |           | Total        | 330         | 27          | 25          | 37              | 2               | 7               | 49              | 3               | 6               | 31                 | 3                  |

## Fait divers
- Sebastian Kehl et son ami Christoph Metzelder (Schalke 04) se sont par ailleurs engagés au projet de Kaplan Jochen Reidegeld, roterkeil.net, afin de lutter contre la prostitution infantile.
- Lors d'une rencontre face à Mönchengladbach en 2003/04, un duel met le sexe de Kehl à l'air. Un évènement qui a été très médiatisé en Allemagne.